# Jan Boyen
Jan Boyen (Tienen, 20 april 1970)  is een Belgisch wielrenner.
Bij het wielrennen komt hij uit in de klasse LC2, dat is de klasse van wielrenners met een amputatie. In 1989 verloor hij bij een ongeval zijn linkeronderbeen.
Boyen werd gekozen als laureaat voor de Nationale Trofee Victor Boin 2008.

## Beste uitslagen

### Paralympische Spelen
| Evenement    | Resultaat | Onderdeel     |
| ------------ | --------- | ------------- |
| Beijing 2008 | brons     | achtervolging |